# Frauensee (Bezirk Kufstein)
Der Frauensee ist einer von fünf kleineren Seen des Tiroler Seenlands in der Gemeinde Kramsach. Der Frauensee wurde 1973 zum Naturdenkmal erklärt.

## Lage
Der See liegt am Fuße des Voldöppbergs, nördlich des Inntals, gilt jedoch nicht als Bergsee. Er ist 150 Meter lang und 120 Meter breit auf einer Fläche von 18.000 m². Heute ist der See unter Naturschutz gestellt. Sein Ablauf, der sich im Süden des Sees befindet, wird als Wasserantrieb für eine Futtermittelmühle verwendet. Gespeist wird er vorwiegend durch Hangwasser.